# Ординарная улица
Ордина́рная у́лица — улица в Петроградском районе Санкт-Петербурга. Проходит от Большой Пушкарской улицы до Чкаловского проспекта и набережной реки Карповки.

## История названия
Существует две версии происхождения названия улицы. По одной версии это название известно с середины XIX века и связано с тем, что улица мало чем отличалась от других, параллельно проходящих магистралей, что она была ординарной, то есть обыкновенной. По другой — название отмечено уже в 1798 году и происходит от фамилии землевладельца Я. Ординарцева.
В 1849—1868 годах улица делилась на две части. Участок между Малым проспектом и Карповкой назывался Грязной улицей, а южная часть, доходившая тогда только до Большого проспекта, — Ординарной. В 1868 году обе части объединили в одну магистраль под общим названием Ординарная. В 1910 году она была продолжена до Большой Пушкарской улицы.

## Здания и достопримечательности

### От Большой Пушкарской улицы до Большого проспекта

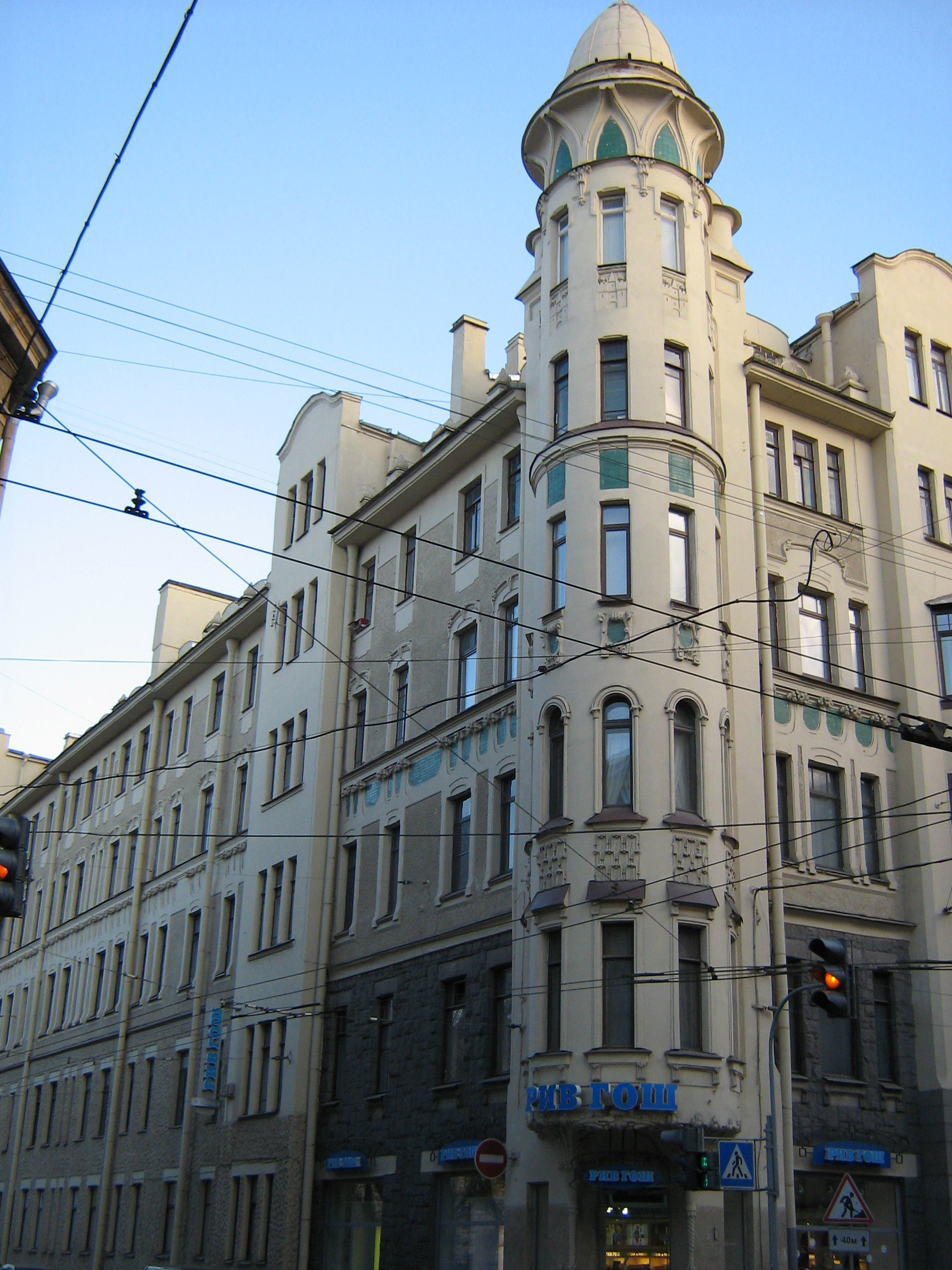
Дом Алюшинского на углу Ординарной ул. и Большого пр.

Начальный участок улицы — самый «молодой», и дома на нём нумеруются не по Ординарной улице, а по соседним магистралям. Начинается улица от угловых, почти симметричных зданий — домов 60 и 62 по Большой Пушкарской, — построенных по проекту А. А. или А. И. Поликарпова в 1899—1904 годах.
За домом 60 по Большой Пушкарской улице следует дом, имеющий № 69 по Большому проспекту, с изящной угловой башней-эркером — доходный дом И. Ф. Алюшинского (1910—1911, арх. Д. Д. Устругов). 
На противоположной (нечётной) стороне улицы (за домом 62 по Большой Пушкарской) находится комплекс зданий, имеющих номера 73 (с различными литерами) по Большому пр. П. С. и 36 по Каменноостровскому проспекту, в которых до 1918 года располагался Женский благотворительный институт принцессы Терезии Ольденбургской. Институт создавался в течение длительного периода с первой трети XIX до начала XX века разными архитекторами, в числе которых Л. Я. Тиблен, В. В. Шауб, И. А. Претро, Г. И. Люцедарский. Женский институт был создан на средства супруга принцессы — принца П. Г. Ольденбургского.

### От Большого до Малого проспекта

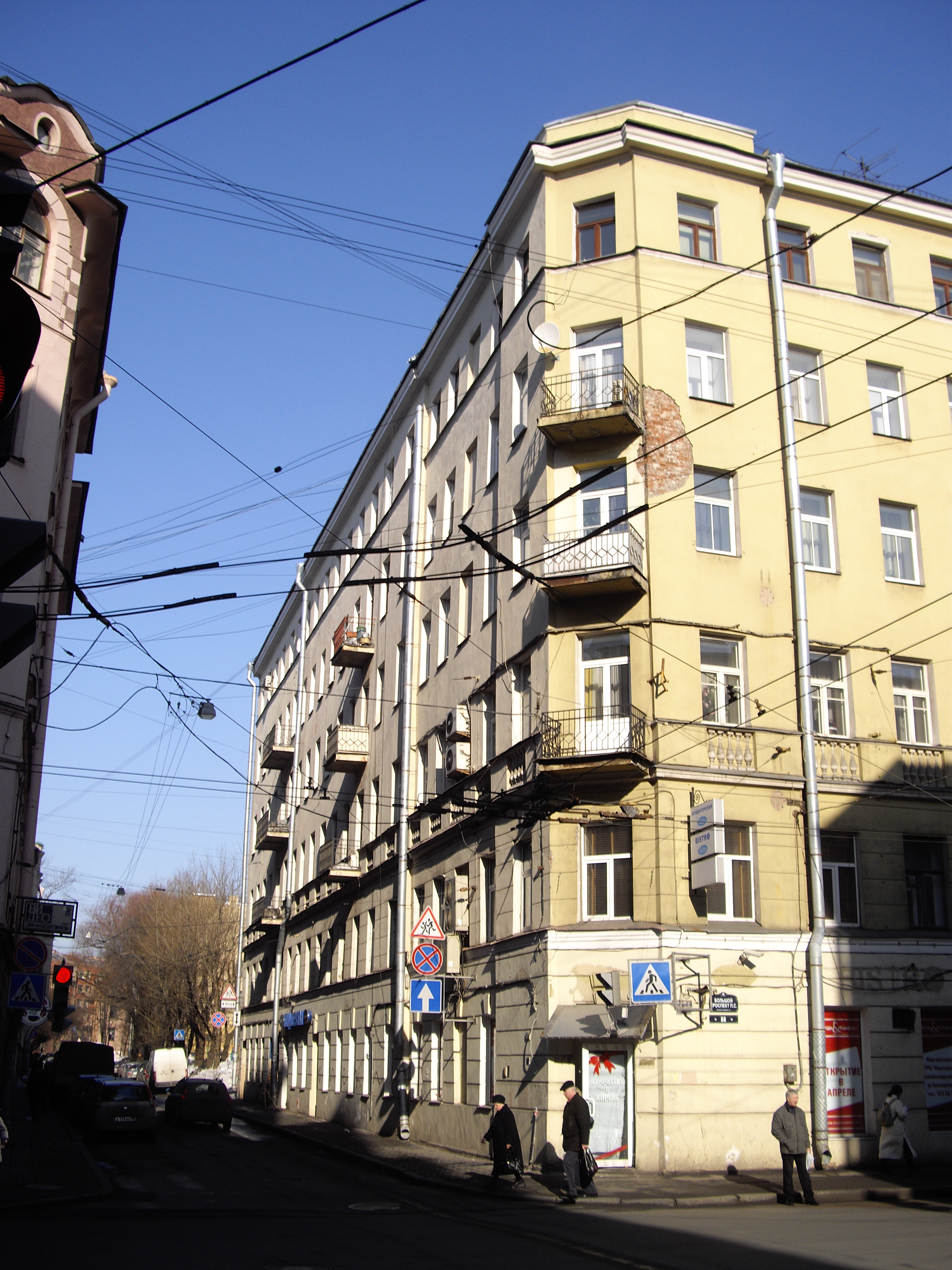
Ординарная улица. Вид от Большого к Малому проспекту П. С. Справа дом 1 / Большой проспект, 88.

- Дом 1 (Большой пр. П. С., 88) — жилой дом. В 1863—1865 гг. здесь на месте деревянного дома чиновника Полидова был построен трёхэтажный каменный дом по проекту арх. К. Е. Егорова для провизора К. Коха. В 1912 году он был надстроен до шести этажей с мансардой для потомственного почётного гражданина Г. Ф. Киселёва с отделкой в стиле модерн по проекту гражданского инженера С. Г. Бродского. Здание было полностью разрушено во время блокады прямым попаданием фугасной бомбы 24 января 1943 года. После войны дом построили заново.
- Дом 2 (Большой пр. П. С., 86) — доходный дом Г. А. Тиктина (арх. М. А. Сонгайло, 1909—1910)[5].

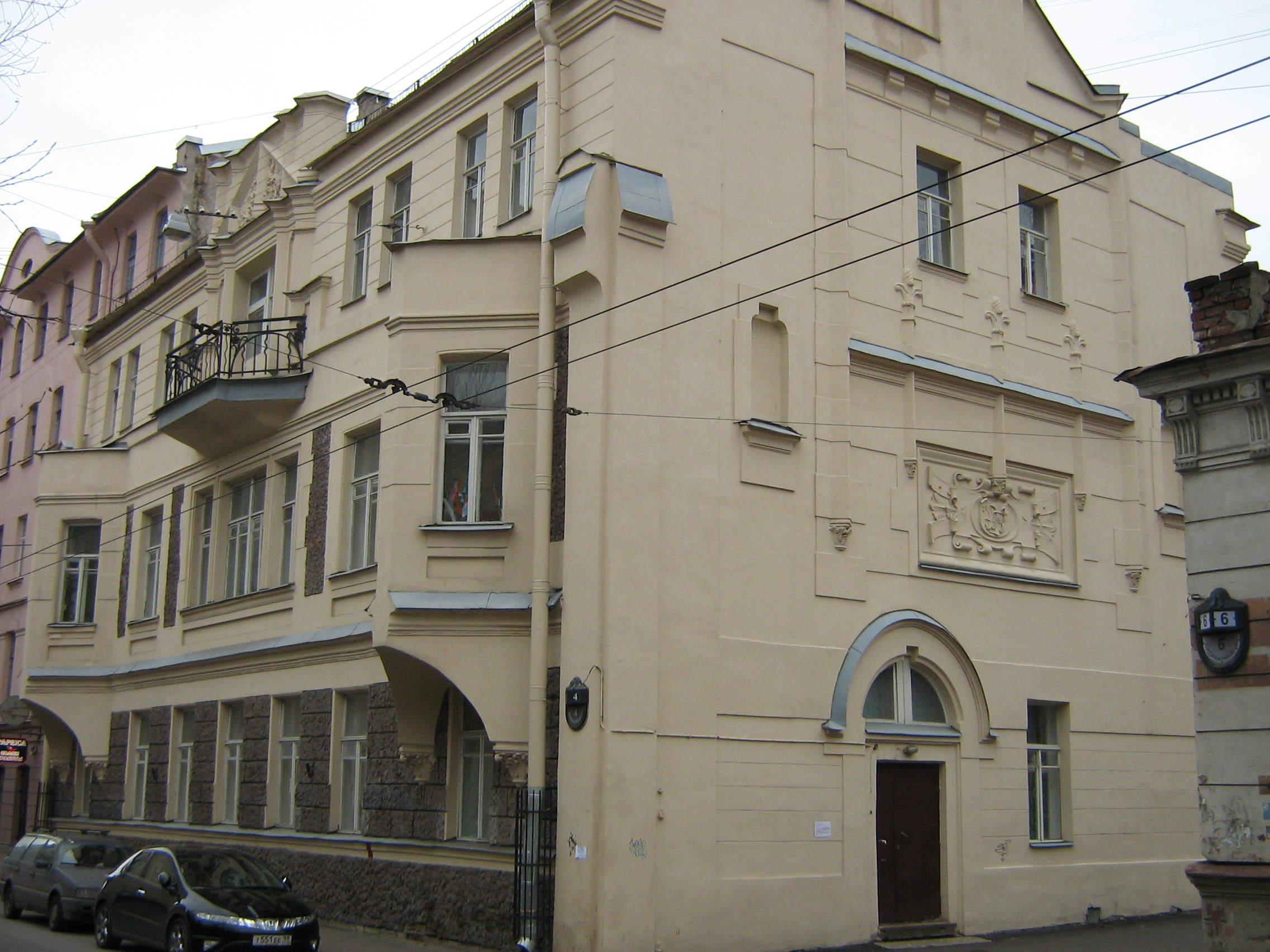
Дом 4 (особняк Винекена)

- Дом 4 — особняк Г. Г. Винекена (арх. А. Н. Векшинский, 1899—1900). Барон Георгий Георгиевич Винекен был сыном австрийского консула в Петербурге и одним из учредителей «Русского для внешней торговли банка». Ныне в здании располагается детский сад № 16 Петроградского района, исторические интерьеры утрачены[6]. Фасад отреставрирован летом 2008 года. На противоположной стороне улицы, перед домами 3 и 3а, находится детская площадка этого сада.
- Дом 5 — доходный дом (арх. С. В. Баниге, 1911). К дому примыкает футбольно-хоккейный комплекс расположенного здесь подросткового клуба «Беспокойные сердца».
- Дом 6 — особняк Любови Шафровой, дочери генерал-майора Павла Шафрова. Дом был построен в 1888 (по иным данным — 1886[7]) году по проекту архитектора Петра Шестова. В настоящее время в доме расположены учебные помещения для уроков труда от средней школы № 47 имени Д. С. Лихачёва, главное здание которой находится по соседству (Плуталова улица, 24). В 2021 году особняк незаконно надстроили мансардным этажом, нарушив его исторический облик. К началу 2023 года КГИОП выиграл в суде первой инстанции иск с требованием снести самострой[8].
- Дом 7 — доходный дом А. А. Афанасьева (1907—1908).
- Дом 8 — в 1901—1902 годах здесь был построен дом фабрики «Русская цветопись» Вильгельма Веферса, арх. Василий Шауб. В 1914 были добавлены отдельные пристройки. После революции фабрика была включена в состав треста «Ленполиграф»[9].
- Дом 10 — доходный дом (арх. О. Л. Игнатович, 1905)
- Дом 11 (Малый пр. П. С., 85) — доходный дом акционерного общества «Архитектор» (арх. В. В. Шауб, 1912—1913; завершён В. П. Голубиным; реконструирован).
- В доме 12 жили народный артист В. П. Полицеймако и 12-й чемпион мира по шахматам А. Е. Карпов[10], и живёт народная артистка Лариса Малеванная[11]. Согласно планам городской администрации, этот и соседние дома предполагается перестроить под элитное жильё, против чего протестуют жители[11][12].
- Дом 14 (Малый пр. П. С., 83) — образец сталинской архитектуры — признан аварийным и предназначен под новую застройку. Построен в 1956—1958 гг. арх. Шрётер мл. Л. Л., Ранее в этом здании находился институт «Гидроэлектромонтаж».

### От Малого проспекта до Карповки

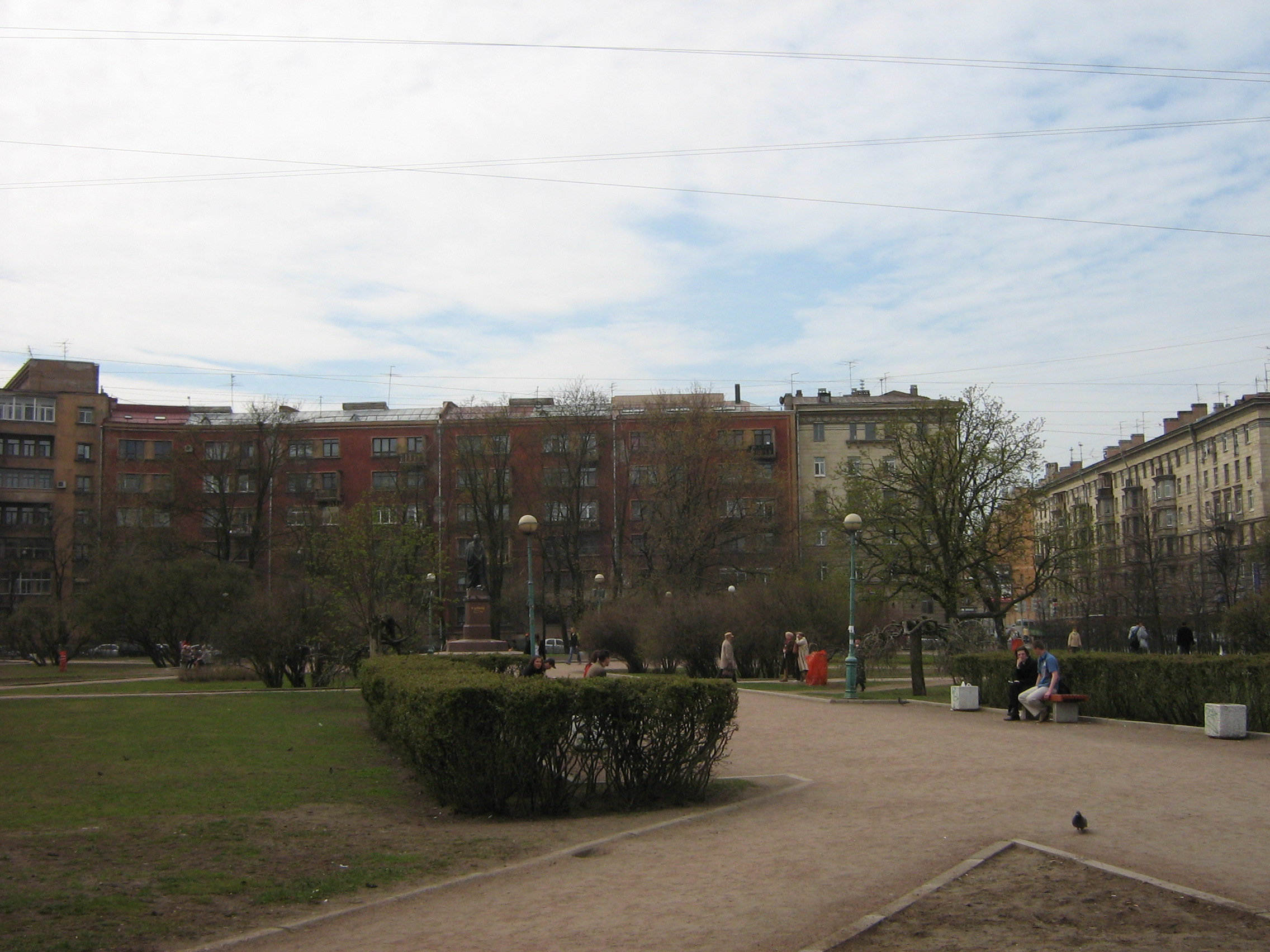
Сквер с памятником Шевченко. Слева на заднем плане — дом 16.

- Дом 16 (Малый пр. ПС, 84-86, Плуталова улица, 14) — жилой дом специалистов «Свирьстроя» (арх. И. Г. Явейн, 1933—1938)  памятник архитектуры (вновь выявленный объект)[4]. Здесь с 1950 по 1995 год жил кинорежиссёр И. Е. Хейфиц (имеется мемориальная доска). В здании располагается шахматный клуб «На Петроградской стороне»[10].

На противоположной стороне улицы от Малого до Левашовского проспекта расположена площадь Шевченко, занимаемая сквером, в котором установлены памятник Тарасу Шевченко работы канадского скульптора Лео Мола (2000) и памятный камень со стихами Шевченко.
- Дом 20  — жилой дом, образец сталинского неоклассицизма (арх. Горицкий А. И., 1950—1959 гг.). Здание было построено для сотрудников института «Ленгидропроект», располагавшегося рядом (Ординарная ул., д. 14). Среди обитателей дома были академик Ф. Г. Углов, артисты Вадим Медведев и Валентина Ковель.

## Транспорт
Ближайшая станция метро — «Петроградская».
По улице проходят маршруты автобусов № 10, 25 и 230.
На всем протяжении улицы существует линия троллейбусного сообщения. В настоящее время используется только участок между Большой Пушкарской улицей и Большим проспектом Петроградской стороны, где имеют конечную остановку троллейбусы № 1 и 9.
В направлении от Большой Пушкарской улицы к Левашовскому проспекту действует одностороннее движение автомобильного транспорта.

## Пересечения
- Большая Пушкарская улица
- Большой проспект Петроградской стороны
- Малый проспект Петроградской стороны
- Площадь Шевченко
- Левашовский проспект
- Набережная реки Карповки